# William Henry Foulke

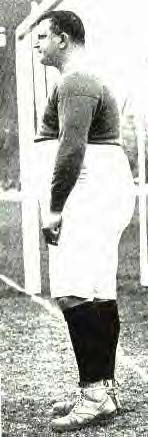
William Foulke als Torhüter des FC Chelsea

William Henry „Fatty“ Foulke (auch Foulkes und Foulk geschrieben; * 12. April 1874 in Dawley; † 1. Mai 1916 in Sheffield) war ein englischer Cricket- und Fußballspieler.

## Leben

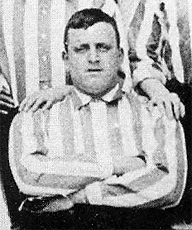
William Foulke als FA-Cup-Gewinner 1902 mit Sheffield United

William Foulke wog schon in jungen Jahren 110 Kilogramm. Da er trotzdem Sport treiben wollte – einen Sport, der ihn jedoch nicht zu sehr beanspruchen sollte –, begann er, Cricket zu spielen. Für den Derbyshire County Cricket Club machte er 1900 vier First-Class Spiele. Allerdings merkte er, dass ihm Fußball mehr lag. Deshalb wechselte er 1894 die Sportart und trat dem Verein Blackwell Colliery bei. Weil er nicht gerne lief, entschied er sich für die Position des Torwarts. Seine Körperfülle war ihm in dieser frühen Zeit des Fußballs weniger hinderlich denn nützlich. Zum einen war er viel gewandter, als man es bei einem Mann seiner Statur gedacht hätte, zum anderen war ein Torhüter in dieser Zeit zum Teil noch Freiwild. Er konnte von gegnerischen Spielern angesprungen, geschubst oder gar ins Tor getragen werden. Bei einem Spieler wie Foulke war das jedoch schwer möglich. Im Gegenteil, nicht selten war Foulke derjenige, der die gegnerischen Spieler in Pfützen tauchte oder gar auf das Tor setzte. So begann für ihn bei seinem zweiten Verein Sheffield United eine große Karriere. Schnell wurde er Stammspieler bei United, die Zeitungen schwärmten von ihm, er sei „beweglich wie eine Katze“. Er war nicht nur beweglich, sondern konnte auch einen Ball bis in die gegnerische Hälfte treten.
Foulkes Karriere verlief sehr erfolgreich. Beim einzigen Meistertitel von Sheffield United 1898 stand er im Tor, ebenso bei den in dieser Zeit noch prestigeträchtigeren FA-Cup-Siegen von 1899 und 1902. Bei seinem Verein wurde er zum Publikumsliebling, von gegnerischen Fans wurde er meist verspottet, häufig war in den Stadien „Who ate all the pies?“ („Wer hat alle Kuchen aufgegessen?“) zu hören. Foulkes reagierte darauf jedoch gelassen und mit Humor: „Mir egal, wie sie mich rufen. Hauptsache, sie rufen mich nicht zu spät zum Lunch.“ 1897 wurde er für ein Spiel gegen Wales ins englische Nationalteam berufen. Für Elfmeter hatte Foulke eine besonderen Technik, er rannte auf den Schützen zu. Das führte im Jahr 1905 zu der Regeländerung, dass der Torwart auf der Linie bleiben musste.  

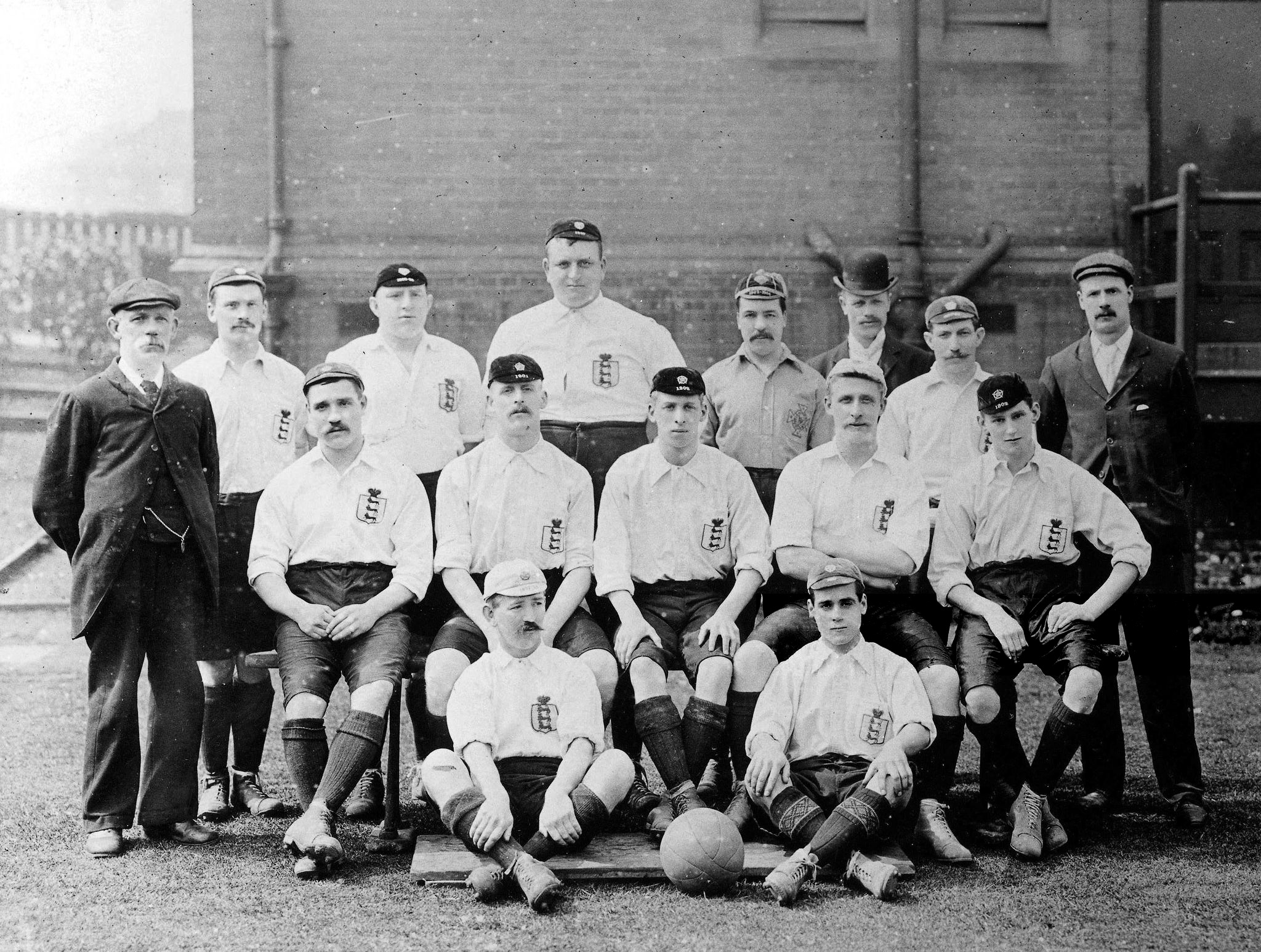
Foulke auf einem Mannschaftsbild der englischen Nationalmannschaft (hinten mittig)

Während der Zeit des Jahrhundertwechsels wurde Fußball immer mehr zum Volkssport. Bei einem Spiel Sheffields gegen Tottenham Hotspur spielte Foulke vor der Weltrekordkulisse von 114.815 Zuschauern. Fußball wurde immer mehr zum Geschäft. Da wunderte es nicht, dass auch Foulke Angebote anderer Vereine bekam. Für 20 Pfund Ablöse – andere Quellen sprechen von 50 Pfund – und ein einträgliches Jahressalär wechselte er zum FC Chelsea nach London. Auch dort avancierte er schnell zum Publikumsliebling, wechselte aber schon nach einer Saison zu Bradford City. Foulke war damals eine Attraktion, in Sheffield stellte man ihm zwei Jungen zur Seite, einmal um seine Größe zu betonen, zum anderen hatten diese die Aufgabe die Bälle wieder zu holen und wurden so zum Prototypen für die späteren Balljungen. Foulke konnte den Ball mit einer Hand halten und zerbrach einmal die Querlatte seines Tores. In der Folge wurden alle Vereine verpflichtet ein Ersatztor vorzuhalten. Am Ende seiner Karriere brachte er 140 Kilogramm auf die Waage.
Nach seiner Karriere hatte Foulke keinen Erfolg mehr. Er fand keine Arbeit und verarmte. Nach Recherchen von Tim Harris ist das ein Mythos; Foulke war Buchmacher, Pubbetreiber und später Ladenbesitzer. Im Alter von nur 42 Jahren starb er 1916 in einem privaten Sheffielder Pflegeheim.

## Sonstiges
William Henry Foulke gilt nach dem Guinness-Buch der Rekorde als schwergewichtigster Fußballspieler. Er ist bei einer Körperlänge von 1,90 m mit einer Masse von 165 kg aufgeführt.